# Terremoto del interior de Iwate-Miyagi de 2008

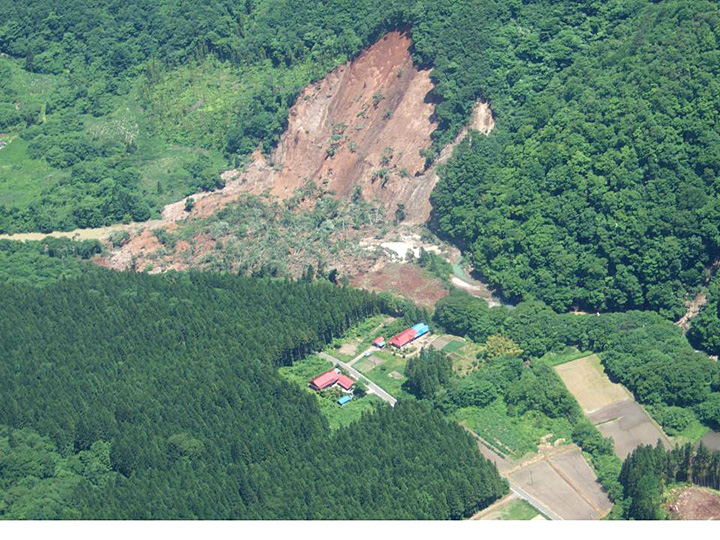
Bloqueo del canal del río Sako (distrito de Asabu, ciudad de Kurihara, prefectura de Miyagi) (Terremoto de Iwate-Miyagi Nairiku)

El terremoto de Iwate de 2008 golpeó la región de Tōhoku, en el noreste de Honshū, en Japón. La Agencia Meteorológica de Japón denominó oficialmente a este terremoto como el terremoto de Iwate-Miyagi Nairiku de 2008. Este terremoto se produjo en el sur del interior de la prefectura de Iwate a las 08:43 hora estándar de Japón del 14 de junio de 2008. La magnitud de la Agencia Meteorológica de Japón se estimó en 7,2, y la magnitud de momento del Servicio Geológico de Estados Unidos fue de 6,9. El epicentro se situó a unos 85 kilómetros al norte de Sendai y a unos 385 kilómetros al noreste de Tokio.
El temblor más fuerte se registró en las ciudades de Ōshū y Kurihara, ambas medidas como "fuerte 6" en la Escala de Intensidad Sísmica de la Agencia Meteorológica de Japón. Las lecturas de aceleración máxima del suelo fueron altas, con un valor máximo de suma vectorial de 4.278 centímetros por metro cuadrado.

## Resumen

### Sismo principal
El terremoto de 7,2 se sintió en las prefecturas de Miyagi, Iwate, Akita, Yamagata, Fukushima, Aomori, Tochigi, Ibaraki, Niigata, Chiba, Saitama, Tokio, Hokkaido, Kanagawa y Gunma.
El sismo ocurrió a las 8:43 de la mañana del 14 de junio de 2008, a una profundidad de 8 kilómetros y el epicentro se localizó al sur de la prefectura de Iwate, cerca del límite con la prefectura de Miyagi.
El terremoto registró una aceleración superficial de 4.022 Gal, la más alta reportada en toda la historia de Japón

#### Tabla de intensidades
| Shindo | Prefectura | Municipio |
| ------ | ---------- | --- |
| 6+     | Iwate      | Ōshū |
| 6+     | Miyagi     | Kurihara |
| 6-     | Miyagi     | Osaki |
| 5+     | Akita      | Yuzawa |
| 5+     | Iwate      | Kitakami, Ichinoseki, Kanegasaki-cho, Hiraizumi |
| 5+     | Miyagi     | Kami-machi, Ciudad de Wakuya, Santo, Misato, Natori, Distrito de Sendai Miyagino, Wakabayashi-ku, Sendai, Ciudad de Rifu                                                                                                |
| 5-     | Akita      | Yokote, Ciudad de Ugo, Daisen |
| 5-     | Iwate      | Tono, Ciudad de Fujisawa, Pueblo de Nishiwaga |
| 5-     | Miyagi     | Kakuda, Iwanuma, Zao-machi, Ciudad de Okawara, Kawasaki-cho, Aoba-ku Sendai, Izumi-ku Sendai, Ishinomaki, Ohira-mura |
| 5-     | Yamagata   | Top City |
| 5-     | Fukushima  | Ciudad Shinchi |
| 4      | Aomori     | Fukaura cho, Hachinohe, Ciudad de Oirase |
| 4      | Akita      | Noshiro, Oga, Ciudad de Fujisato, Pueblo de Gojome, Ciudad de Ikawa, Ciudad de Ocho-Picos, Akita, Yurihonjo, Nikaho, Odate, Ciudad de Kitaakita, Semboku                                                                |
| 4      | Iwate      | Miyako, Kuji, Yamada-cho, Imura, Kamaishi, Ciudad de Sumida, Morioka, Ninohe, Pueblo de Takizawa, Hachimantai, Ciudad de Hanamaki                                                                                       |
| 4      | Miyagi     | Ciudad de Kesennuma, Ciudad de Motoyoshi, Ciudad Minamisanriku, Shiroishi, Shibata, Ciudad de Watari, Ciudad de Yamamoto, Higashimatsushima, Matsushima, Ciudad de Shichigahama, Taiwa-cho, Ciudad de Osato, Tomiya-cho |
| 4      | Yamagata   | Tsuruoka, Sakata, Mikawa-cho, Yusa, Shonai-machi, Shinjo, Jinshan, Okura-mura, Tozawa Village, Kaminoyama, Murayama, Tendo, Yamabe, Hebei Obanazawa, Takabatake-cho                                                     |
| 4      | Fukushima  | Fukushima, Koriyama, Shirakawa, Sukagawa, Nihonmatsu, Asakawa, Tamura, Fukushima Iwaki, Soma, Hirono-machi, Tomioka-machi, Okuma-machi, Futaba-cho, Namie-machi, Minami Soma                                            |
| 4      | Ibaraki    | Tama, Tsuchiura, Ishioka, Tsukuba, Tsukubamirai |
| 4      | Tochigi    | Ciudad de Nasu-machi, Takanezawa |
| 4      | Niigata    | Murakami |

## Réplicas
Las réplicas generadas a partir del terremoto, solo alcanzaron el Shindo 1. Al 14 de julio se contabilizaban 511 sismos generados por el movimiento principal. Cuarenta minutos después del terremoto, se generaron cinco réplica de baja intensidad. La réplica más fuerte después del movimiento principal fue de 5,7 grados en la escala de Richter, originado a 10 km de profundidad y cuya intensidad Shindo fue de -5 en la prefectura de Miyagi.

## Mecanismo
El terremoto ocurrió debido a varias fallas activas que existen en el sur de la prefectura de Miyagi y al norte de la prefectura de Iwate. La falla no es muy estudiada científicamente. 
- Una de las fallas generadora del terremoto tiene al menos 20 kilómetros de ancho y 10 de largo y se extiende en dirección sursudoeste. Las zonas de las falla que generaron el terremoto tienen un ángulo de 198 grados y la otra de 31 grados, ambas empujándose mutuamente. La profundidad de la falla es de unos 0,4 kilómetros y existe desde hace al menos 3,5 millones de años.[3]

- La segunda falla generadora tiene una extensión de 20 kilómetros de ancho por 11 kilómetros de largo y se extiende hacia el sur. Los extremos de esta tienen una inclinación de 190 grados y la otra de 27 grados, ambas empujándose mutuamente. La profundidad de esta falla es de 2 kilómetros y existe desde hace unos 5,33 millones de años.[4]